# Pansy Tlakula
Dikeledi Pansy Tlakula thường được biết đến với cái tên Pansy Tlakula là Chủ tịch của Cơ quan quản lý thông tin Lưu trữ ngày 7 tháng 7 năm 2019 tại Wayback Machine của Nam Phi. Cô sinh ra ở Mafikeng và kết hôn tại thị trấn Waterval, Elim ở Limpopo. Gia đình chồng Tlakula, Tlakote, là một tầng lớp thống trị đầy quyền lực tại Elim. Họ sở hữu Elim Mall và các vùng đất xung quanh tại Elim CBD. Hakamela Tlakula, ông nội của Advocate Tlakula, là bộ não đằng sau việc thành lập Bệnh viện Elim và là một nhân vật hàng đầu của Giáo hội Truyền giáo Thụy Sĩ tại Elim.

## Đời sống
Pansy Tlakula sinh ngày 18 tháng 12 năm 1957. Cô học luật tại Đại học Witwatersrand trước khi hoàn thành chương trình thạc sĩ tại Harvard. Tlakula có một bằng Thạc sĩ về luật pháp và đã từng giữ các vị trí có ảnh hưởng khác nhau.

## Ủy ban châu Phi về quyền con người và nhân dân
Pansy Tlakula đã được bổ nhiệm vào năm 2005 với tư cách là thành viên của Ủy ban Nhân quyền và Nhân dân Châu Phi (ACmHPR). Pansy Tlakula phục vụ ACmHPR trong 12 năm, cho đến tháng 11 năm 2017. Bà giữ các nhiệm vụ của Báo cáo viên đặc biệt về Tự do bày tỏ và tiếp cận thông tin, Chủ tịch Nhóm công tác không có vấn đề cụ thể nào (Chairperson of the Working Group no Specific Issues) liên quan đến công việc của Ủy ban châu Phi, và từ năm 2015 đến 2017, Pansy Tlakula giữ chức Chủ tịch của tổ chức ACmHPR.